# Distretto di Xai-Xai
Il distretto di Xai-Xai è un distretto del Mozambico, facente parte della Provincia di Gaza.

## Suddivisioni amministrative
Il distretto è suddiviso in tre sottodistretti amministrativi (posti amministrativi):
- Chicumbane
- Chongoene
- Zongoene